# Pterogobius elapoides
Pterogobius elapoides es una especie de peces de la familia de los Gobiidae en el orden de los Perciformes.

## Morfología
Los machos pueden llegar a alcanzar los 8,3 cm de longitud total.

## Hábitat
Es un pez de Mar y, de clima templado y demersal.

## Distribución geográfica
Se encuentra desde Corea y las costas centrales del Japón hasta Hong Kong.

## Observaciones
Es inofensivo para los humanos. 